# خلل الحركة الهدبية الأولي
خلل الحركة الهدبية الأولي هو اعتلال أهداب خلوية وراثي جسمي متنحي نادر يسبب عيوبًا في عمل الأهداب المبطنة للجهاز التنفسي (السفلي والعلوي، والجيوب الأنفية، وقناة استاكيوس، والأذن الوسطى)، وقناة فالوب، وخللًا في سوط الحيوانات المنوية. لم يعد استدام عبارة «متلازمة الأهداب غير المتحركة» مستحبة لأن الأهداب قادرة على الحركة، ولكن حركتها غير فعالة أو غير متزامنة.
تعد أهداب الجهاز التنفسي المتحركة، والتي تشبه «الشعر» المجهري (على الرغم من أنها لا علاقة لها بالشعر من الناحيتين البنيوية والبيولوجية)، عضيات معقدة تتحرك حركة متزامنة في السبيل التنفسي، وتدفع المخاط نحو الحلق. تتحرك الأهداب عادةً من 7 إلى 22 مرة في الثانية، ويمكن أن يؤدي أي عطل فيها إلى ضعف التصفية المخاطية، وبالتالي حدوث إنتانات في الجهاز التنفسي العلوي والسفلي. تشارك الأهداب أيضًا في عمليات بيولوجية أخرى (مثل إنتاج أحادي أكسيد النيتروجين)، وتعتبر حاليًا موضوعًا لعشرات الجهود البحثية.

## العلامات والأعراض
تتمثل النتيجة الرئيسية لتعطل الوظيفة الهدبية في تراجع تصريف المخاط من الرئتين أو عدم تصريفه على الإطلاق، والتعرض لإنتانات الجهاز التنفسي المتكررة المزمنة، منها التهاب الجيوب الأنفية والتهاب الشعب الهوائية والالتهاب الرئوي والتهاب الأذن الوسطى. تعد الأذية المترقية في الجهاز التنفسي أمرًا شائعًا، وتشمل هذه الأذية توسع القصبات التدريجي الذي يبدأ في الطفولة المبكرة، وداء الجيوب الأنفية (الذي يصبح أحيانًا شديدًا عند البالغين). مع ذلك، غالبًا ما يغيب تشخيص المرض عن ذهن الأطباء في وقت مبكر من الحياة على الرغم من أن علاماته وأعراضه وصفية. قد يؤدي عدم حركة الحيوانات المنوية إلى العقم لدى الذكور، على الرغم من إمكانية إحداث الحمل من خلال استخدام الإخصاب في المختبر، وأُبلغ أيضًا عن حالات تمكنت فيها الحيوانات المنوية من الحركة. أظهرت التجارب أيضًا انخفاضًا ملحوظًا في الخصوبة لدى النساء المصابات بمتلازمة كارتاغنر الناتجة عن الاختلال الوظيفي في أهداب قناة البيض.
يعاني العديد من الأفراد المصابين بخلل الحركة الهدبية الأولي من فقدان السمع وتظهر لديهم أعراض التهاب الأذن الوسطى ما يشير إلى تباين الاستجابة لإدخال أنابيب أو حلقات بضع الطبلة. يعاني بعض المرضى من ضعف في حاسة الشم، ويُعتقد أن هذا العرض يترافق بإنتاج مخاط غزير داخل الجيوب الأنفية (على الرغم من أن آخرين أبلغوا عن حساسية طبيعية، أو حتى حادة، للروائح والطعوم). يعد التقدم السريري للمرض متنوعًا، وقد تحتاج بعض الحالات الشديدة اللجوء إلى زرع الرئة. يمكن الوقاية من التعرض للعدوى عن طريق التشخيص المبكر. لوحظ أن العلاج باستخدام تقنيات العلاج الفيزيائي للصدر يقلل حدوث عدوى الرئة ويبطئ تقدم توسع القصبات بصورة كبيرة. يُعتقد أن العلاج المكثف لداء الجيوب الأنفية الذي يبدأ في سن مبكرة يبطئ من أذية الجيوب الأنفية طويل الأمد (على الرغم من أن هذا الأمر غير موثق توثيقًا كافيًا حتى الآن). لوحظ أيضًا أن التدابير الصارمة لتعزيز تصفية المخاط، والوقاية من التهابات الجهاز التنفسي، وعلاج العدوى البكتيرية الإضافية تبطئ تقدم المرض الرئوي. على الرغم من أن وقوع المرض الحقيقي غير معروف، يقدر بنحو واحد من كل 32,000 شخص، وقد تصل الإصابة الفعلية إلى 1 من كل 15,000 شخص.

## وراثيات
يعد خلل الحركة الهدبية الأولي اضطرابًا متغايرًا وراثيًا يؤثر على الأهداب المتحركة والتي تتكون من نحو 250 بروتينًا. يعاني نحو 90% من الأفراد المصابين بخلل الحركة الهدبية الأولي من عيوب في التراكيب الدقيقة تؤثر على البروتين (أو البروتينات) في أذرع الداينين الخارجية والداخلية أو إحداهما، هذه الأذرع هي المسؤولة عن منح الأهداب القدرة على الحركة، ويحدث نحو 38% من هذه العيوب بسبب طفرات في جيني DNAI1 وDNAH5، اللذان يرمزان البروتينات الموجودة في ذراع الداينين الخارجي في الأهداب.
تتضافر الجهود الدولية لتحديد الجينات التي ترمز لبروتينات ذراع الداينين الداخلية أو بروتينات البنى الهدبية الأخرى (البرمق الشعاعي، الجهاز المركزي، إلخ) المرتبطة بخلل الحركة الهدبية الأولي. يعد دور جين DNAH5 في متلازمات التوضع المغاير واللا تناظر بين اليسار واليمين قيد الدراسة أيضًا. ثبت تورط ما لا يقل عن 32 جينًا في هذه الحالة.
من الجينات الأخرى المرتبطة بهذه الحالة جين GAS2L2.

## الفيزيولوجيا المرضية
تعد الحالة موروثة جينيًا. يُلاحظ غياب الهياكل التي تشكل الأهداب، منها أذرع الداينين الداخلية والخارجية أو إحداهما، والجهاز المركزي، والبرمق الشعاعي.. إلخ، وقد تكون موجودة ولكنها غير وظيفية، وبالتالي يفقد الخيط المحوري قدرته على الحركة. تُعرّف الخيوط المحورية على أنها البنى المتطاولة التي تشكل الأهداب والسوط. بالإضافة إلى ذلك، قد تتواجد عيوب كيميائية تتداخل مع الوظيفة الهدبية رغم وجود بنية سليمة. مهما كان السبب الكامن وراء الحالة، يبدأ الخلل الوظيفي للأهداب خلال المرحلة الجنينية من التطور ويؤثر عليها.
تعتبر الأهداب الأحادية المتخصصة جوهر هذه المشكلة، إذ تفتقر إلى الزوجين المركزيين من الأنيبيبات الدقيقة المتواجدين في الأهداب المتحركة الطبيعية، يؤدي ذلك إلى دورانها في اتجاه عقارب الساعة بدلًا من التقدم؛ وتتوضع هذه الأهداب متزوية نحو الخلف في العقدة البدائية ضمن النهاية الأمامية للشريط البدائي لدى الجنين، ما يمنحها شكل D بدلًا من الشكل الدائري. ثبت أن هذا الأمر يخلق تدفقًا صافيًا إلى اليسار في أجنة الفئران والدجاج، ويحرف البروتين إلى اليسار، ما يؤدي إلى تطور طبيعي غير متناظر.
مع ذلك، يُعتقد أن بعض الطفرات تحدث في الجين المرمز لبروتين الداينين البنيوي الرئيسي لليسار واليمين (Ird) لدى بعض الأفراد المصابين بخلل الحركة الهدبية الأولي، ما يؤدي إلى ظهور الأهداب الأحادية التي لا تدور. بالتالي، لا يتولد تدفق في العقدة، ويتحرك جين Shh حركة عشوائية داخلها، ما يؤدي إلى إصابة 50% من حاملي الطفرات بانقلاب الأحشاء، والذي يمكن أن يترافق مع توضع قلب يميني أو يظهر بدونه، ويصبح توضع الأعضاء الداخلية صورة معكوسة للوضع الطبيعي. لذلك، يعاني الأفراد المصابون بهذه الطفرات من متلازمة كارتاغنر. يختلف الحال في الطفرات الجينية المرتبطة بخلل الحركة الهدبية الأولي؛ إذ يعاني 6% على الأقل من مرضى خلل الحركة الهدبية الأولي من حالة تسمى الأحشاء مبهمة التوضع أو التوضع المتغاير،[بحاجة لمصدر] أي أن توضع العضو أو تطوره لا يكون نموذجيًا (التوضع الطبيعي) ولا معكوسًا تمامًا (انقلاب الأحشاء التام) بل يكون مزيجًا بين الإثنين. تعد تشوهات الطحال مثل تعدد الطحال وانعدام الطحال وعيوب القلب الخلقية المعقدة أكثر شيوعًا في الأفراد المصابين بالأحشاء مبهمة التوضع وخلل الحركة الهدبية الأولي، وتظهر لدى جميع الأفراد المصابين بالأحشاء مبهمة التوضع.
تعد القوى الوراثية التي تربط فشل أهداب العقدة الأحادية واضطرابات التوضع وعلاقة هذه القوى بخلل الحركة الهدبية الأولي موضع اهتمام بحثي مكثف. مع ذلك، تزداد المعرفة في هذا المجال باستمرار.[بحاجة لمصدر]

### علاقته باضطرابات وراثية نادرة أخرى
أشارت نتائج الأبحاث الجينية الحديثة إلى أن عددًا كبيرًا من الاضطرابات الوراثية، سواء كانت متلازمات أو أمراض، والتي لم تذكر المؤلفات الطبية مسبقًا أي علاقة بينها وبين خلل الحركة الهدبية الأولي، قد تكون، في الواقع، مرتبطة إلى حد كبير بالسبب الجذري الوراثي للأمراض الملاحظة ظاهريًا والمتباينة بوضوح. وبالتالي يعد خلل الحركة الهدبية الأولي اعتلالًا هدبيًا. تشمل الاعتلالات الهدبية المعروفة الأخرى متلازمة باردت بيدل والكلى متعددة الكيسات وأمراض الكبد وانضمار الكلية ومتلازمة ألستروم ومتلازمة ميكل غروبر وبعض أشكال اعتلال الشبكية.

## التشخيص
اقتُرحت العديد من الاختبارات التشخيصية لهذه الحالة. تشمل هذه الاختبارات: قياس مستويات أحادي أكسيد النيتروجين في الأنف كاختبار مسح، والفحص المجهري للخزعات وتحري نمط الحركة الهدبية وترددها والفحص المجهري الإلكتروني لأذرع الداينين بصفته الاختبار التشخيصي المؤكد. اقتُرحت الاختبارات الجينية أيضًا ولكن إجرائها صعب نظرًا لوجود العديد من الجينات المرتبطة بالمرض.

### التصنيف
حين يترافق المرض بمزيج من انقلاب الأحشاء (انعكاس الأعضاء الداخلية) والتهاب الجيوب الأنفية المزمن وتوسع القصبات، يُعرف المجموع باسم متلازمة كارتاغنر (يحدث انقلاب الأحشاء في 50% فقط من حالات خلل الحركة الهدبية الأولي).

## العلاج
لا توجد استراتيجيات علاج فعالة معيارية لهذا المرض. تُستنبط العلاجات الحالية لخلل الحركة الهدبية الأولية من التليف الكيسي والمرضى المصابين بتوسع القصبات غير التليفي، ولا يتواجد علاج موثوق خاص بالمرض. يمكن أن يتطور قصور تنفسي خطير قاتل؛ ويُطبق العلاج طويل الأمد بالماكروليدات مثل كلاريثروميسين وإريثروميسين وأزيثروميسين تطبيقًا تجريبيًا لعلاج خلل الحركة الهدبية الأولي في اليابان، رغم كون المنهج مثيرًا للجدل بسبب تأثيرات الأدوية.

## الإنذار
لا يوجد تقدير موثوق لمتوسط العمر المتوقع للأشخاص المصابين بخلل الحركة الهدبية الأولي. وجدت أكبر دراسة متعددة المراكز حول وظيفة الرئة عند الأفراد المصابين بخلل الحركة الهدبية الأولي في العديد من البلدان الأوروبية دليلًا قويًا يدحض الافتراض الشائع بأن المرض خفيف. وجدت هذه الدراسة أن وظائف الرئة لدى الأشخاص المصابين بخلل الحركة الهدبية الأولي يُقارن بمثيلتها لدى المصابين بالتليف الكيسي في مرحلة الطفولة ولكنها تكون أفضل في مرحلة الشباب. مع ذلك، يترقى كلا المرضين وتتدهور وظيفة الرئة مع التقدم بالعمر مقارنة بمجموعات الأقران. تشير بيانات المسح إلى أن أعراض الجهاز التنفسي تزداد تدريجيًا وباستمرار ابتداءً من منتصف العشرينات مقارنةً بالسكان الطبيعيين.

## تاريخه
وُصفت مجموعة الأعراض الكلاسيكية المرتبطة بخلل الحركة الهدبية الأولي لأول مرة من قبل أيه. زيد. زيفرت في عام 1904، في حين نشر مانس كارتاجنر أول تقرير له عن هذا الموضوع في عام 1933.